# Paraderris
Genre
Paraderris est un genre de plantes à fleurs dicotylédones de la famille des Fabaceae, sous-famille des Faboideae, qui comprend sept espèces acceptées. Celles-ci sont originaires du Sud-Est asiatique, d'Asie du Sud, d'Afrique de l'Est et de Madagascar, du nord de l'Australie. Elles ont été introduites en Afrique centrale et dans l'est de l'Amérique du Sud.
Certains auteurs considèrent ce genre comme un synonyme de Derris.

## Liste d'espèces
Selon The Plant List (8 mars 2019) :
- Paraderris canarensis (Dalzell) Adema
- Paraderris cuneifolia (Benth.) R. Geesink
- Paraderris elliptica (Wall.) Adema
- Paraderris glauca (Merr. & Chun) T.C. Chen & Pedley
- Paraderris hainanensis (Hayata) Adema
- Paraderris hancei (Hemsl.) T.C. Chen & Pedley
- Paraderris malaccensis (Benth.) Adema